# Kéleshalom
Kéleshalom je vas na Madžarskem, ki upravno spada pod podregijo Jánoshalmi Županije Bács-Kiskun.